# Gabriel Saab
Gabriel S. Saab (né au Caire en 1923 et mort en 2003) est un haut fonctionnaire et compositeur égyptien d'origine libanaise, frère de l'écrivaine Andrée Chedid.
Il étudie au Conservatoire de Paris de 1946 à 1953. Il se lie d'amitié avec Carl Schuricht. Il émigre au Canada en 1967. Il est finalement nommé représentant de la FAO, poste qu'il occupe jusqu'à sa retraite. Il reprend alors ses études musicales au Conservatoire de Montréal et publie sa première symphonie à l'âge de 65 ans. Il meurt peu après la création de sa deuxième symphonie.

## Œuvre écrite
- Egyptian Agrarian Reform, 1952-1962, Oxford University Press, Londres, 1967  (ISBN 978-0192149473).

## Œuvre musicale
Son œuvre musicale mêle l'influence de ses maitres Tchaïkovski et Jean Sibelius à la musique liturgique moyen-orientale et aux airs nostalgiques issus de traditionnels égyptiens.
Sa première symphonie a été créée par l'Orchestre symphonique de la Radio de Cracovie le 18 mars 1997, sous la direction de Jakob Kowalski.
Sa deuxième symphonie a été créée en septembre 2003 par l'Orchestre symphonique académique de Novossibirsk dirigé par Arnold Katz (1924-2007). Une seconde interprétation a été réalisée par l'Orchestre symphonique de Bad Reichenhall après la mort du compositeur.
- Première symphonie en mi mineur op. 1 – sostenuto allegro, scherzo, adagio, finale.
- Deuxième symphonie en ré mineur op. 2 – moderato, scherzo, adagio, finale.